# Iglesia de San Juan de Ortega (Burgos)
La iglesia parroquial de San Juan de Ortega es un templo católico levantado en el siglo XX en Burgos (Castilla y León, España). 
El templo está situado en la carretera de Poza, a su paso por el barrio de San Cristóbal, y su consagración por monseñor Santiago Martínez Acebes tuvo lugar el 2 de junio de 1997.